# Ausblühung

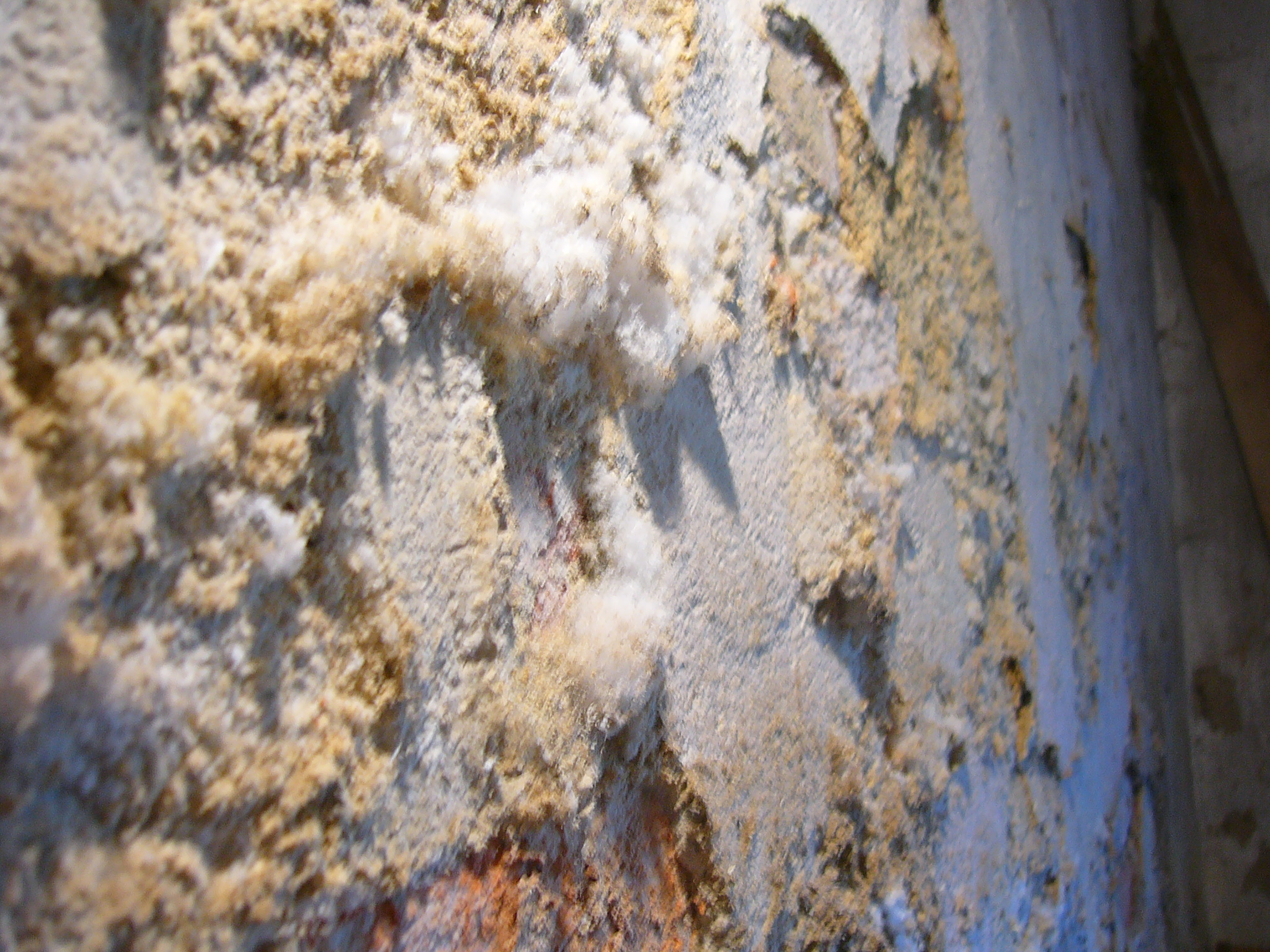
Ausblühungen an einer Wand

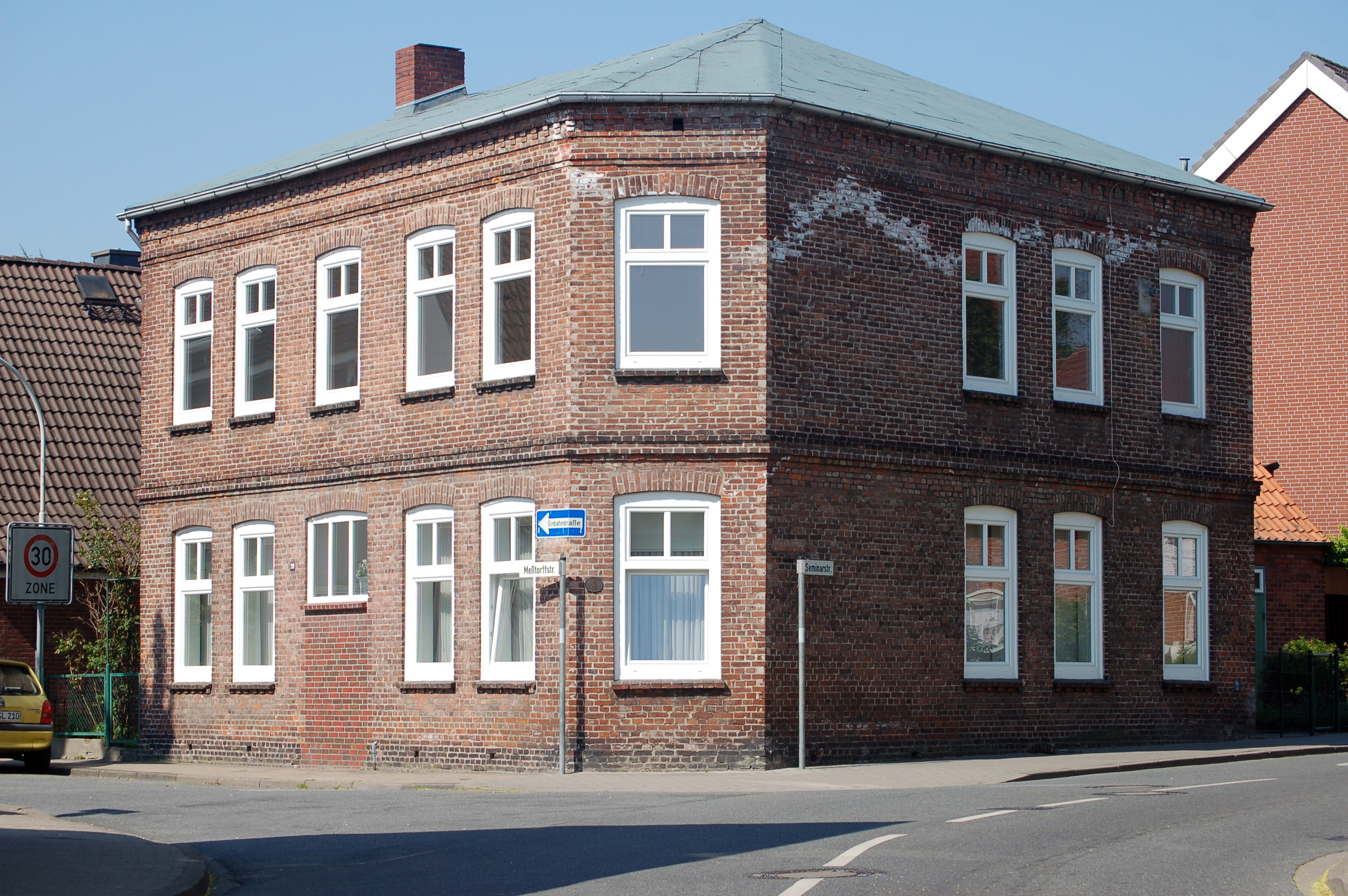
Ausblühungen im oberen Bereich einer Hauswand, evtl. aufgrund einer Durchfeuchtung durch eine undichte Dachhaut

Die Ausblühung, auch Effloreszenz genannt, zählt zu den Bauschäden und bezeichnet Ablagerungen von meist weißem Pulver oder Kristallen aus löslichen Salzen auf der Bauwerksoberfläche. Ist eine Salzausblühung hart und kompakt, spricht man von einer „Salzkruste“. Den bauphysikalischen Vorgang, der zu Ausblühungen führt, nennt man Versalzung.

## Ursachen
Ausblühungen entstehen im Allgemeinen durch die Verdunstung salzhaltiger Materialfeuchte. Die Ausblühungssalze entstammen entweder dem Baustoff, dem Boden, Gebrauchswässern oder der Luft.
Ist Wasser in einem porösen Bauwerk vorhanden, werden vorhandene Salze im Wasser gelöst über die Kapillaren an die Oberfläche transportiert, wo sie sich nach Verdunstung des Wassers ablagern. Dafür muss die Verdunstungsgeschwindigkeit gering sein, vor allem kleiner als die kapillare Saugfähigkeit der Poren. Wenn die Verdunstung zu schnell erfolgt, scheiden sich die Salze bereits im inneren Porenraum des Bauteils aus. Diese Ausscheidungen sind dann nicht von außen sichtbar, können aber durch Volumenvergrößerung zu Sprengungen führen. Daher sind Ausblühungen neben dem optischen Schönheitsfehler meist ein Indiz für schädliche Treib- oder Sprengeffekte im Inneren des Bauteils. Die Ausblühungen zeigen sich in feinen Kristallen, in seltenen Fällen aber auch als mehlige oder glasurartige Masse. Teilweise erreichen amorphe Ablagerungen Dicken von einigen Zentimetern. Die Ausblühungen sind meist in weißer bis schmutzigweißer Farbe vorhanden, manchmal kommen sie auch in gelblichen oder grünlichen Farbtönen vor. Daher sind sie besonders gut an dunklen Untergründen zu erkennen.
Die wichtigsten bauschädlichen Salze sind in der Tabelle zusammengefasst:
| Salze     | Salze     | Vorkommen                                                     |
| --------- | --------- | ------------------------------------------------------------- |
| Carbonate | Calcium   | Beton                                                         |
| Carbonate | Natrium   | Natursteinflächen (mit Wasserglas behandelt)                  |
| Chloride  | Magnesium | Beton, Verwendung von Meerwasser                              |
| Chloride  | Natrium   | Tausalze, Frostzusatzmittel                                   |
| Chloride  | Calcium   | Absäuern von Kalkstein, Kalkmörtel, Beton u. a. mit Salzsäure |
| Nitrate   | Calcium   | Toilettenanlagen, Stallungen, Harnstoff als Streumittel       |
| Nitrate   | Magnesium | Toilettenanlagen, Stallungen, Harnstoff als Streumittel       |
| Sulfate   | Calcium   | Beton, Putz, Ziegel- und Natursteinmauerwerk, Dachziegel      |
| Sulfate   | Magnesium | Naturstein, dolomitische Kalke                                |
| Sulfate   | Natrium   | Ziegel- und Naturstein                                        |

Nitrate kommen vor allem in der Landwirtschaft, z. B. bei Stallungen, undichten Toilettenanlagen und tierischen Exkrementen vor. Sie entstehen bei der mikrobiellen Umsetzung von Eiweißabbauprodukten (Jauche).
Bei der Entstehung von Calciumnitrat, auch Mauersalpeter genannt, wird der Kalk aus dem Mörtel herausgelöst und in weiteres Calciumnitrat umgewandelt. Bei wechselnder Witterung kommt es zu abwechselnden Lösungs- und Kristallisationsvorgängen, die über die Zeit den Mörtel und Stein zermürben können und somit das Mauerwerk destabilisieren.
Moderne Schadsalzquellen sind:
- zement-, trass- und silikathaltige Baustoffe
- viele Injektagematerialien
- Bekämpfungsmittel gegen Hausschwamm oder Schimmelpilze
- Carbonat-Silicat-Zyklus und Silikatverwitterung
- Treibreaktionen von Elektrogips mit Zementmörtel

An neu errichtetem Fassadenmauerwerk aus saugfähigen Ziegeln kann es in den ersten drei Jahren während der Austrocknung des Mauerwerks immer wieder zu Ausblühungen von Inhaltsstoffen des Mauermörtels kommen.
Durch in Spritzwasser gelöste Auftausalze können ebenfalls Ausblühungen entstehen.

## Schutzmaßnahmen
Um Ausblühungen dauerhaft zu verhindern, muss die Durchfeuchtung von empfindlichen Baustoffen verhindert werden. Dazu können eine aktive Mauertrockenlegung und eine Trockenlegung der angrenzenden Kanäle und Baugruben gegen unbeabsichtigtes Stauwasser durchgeführt werden. Bei bereits entstandenem Schaden im Mauerwerk muss dieses herausgestemmt und ersetzt werden. Ausblühungen sollten generell trocken abgebürstet werden, denn bei Nassbehandlung lösen sich die Salze im Wasser und werden zum großen Teil wieder vom Mauerwerk aufgesogen. Danach kann das betroffene Bauteil noch mit ca. 5-prozentiger Essigsäure oder Salzsäure mit Wasser verdünnt abgesäuert werden.
Zur Entsalzung des Mauerwerks existieren verschiedene Techniken:
- Auswaschtechnik
- Kompressentechnik bzw. Opferputztechnik (mit salzaufnehmenden Kompressen, wird nach Anreicherung mit Salz wieder entfernt)
- elektrophysikalische Verfahren

Mit Hilfe von Imprägniermitteln lassen sich die Poren verschließen und ein Eindringen der Feuchtigkeit wird unterbunden, allerdings werden dadurch weitere Salze in den Baukörper eingetragen. Eine weitere Schutzmaßnahme ist die Hydrophobierung. Dabei handelt es sich um Wirkstoffe, die die inneren Poren- und Kapillaroberflächen belegen und sie somit wasserabweisend (hydrophob) machen. Da die Poren und Kapillare dadurch nicht verschlossen werden, bleibt die Diffusionsfähigkeit (Dampfdurchlässigkeit) des Baustoffes so gut wie unverändert erhalten.
Vielfach werden auch Sanierputze aufgetragen, nachdem der alte Putz entfernt worden ist. Eine heutzutage wichtige Maßnahme zur Vorbeugung von Feuchte und Salzschäden ist der Einbau von Horizontalsperren, die verhindern, dass aufsteigende Bodenfeuchte in das Mauerwerk gelangt.